# Robust Nuclear Earth Penetrator
Der Robust Nuclear Earth Penetrator (RNEP) war ein amerikanisches Projekt mit dem Ziel, eine bunkerbrechende Waffe mit  Atomsprengkopf zu entwickeln, die sehr tief zu unterirdischen Zielen vordringen sollte. 
Vor dem Irak-Krieg waren die US-Streitkräfte an dem Konzept von RNEP interessiert, weil sie fürchteten, dass der Irak Massenvernichtungswaffen in Bunkern aufbewahrte, die über 30 m unter dem Sand gebaut wurden. Keine der damaligen konventionellen Waffen könnte solche Ziele zerstören, auch nicht die bunkerbrechende Version der nuklearen Freifallbombe B-61. 
Es wurde beschlossen, bereits im Bestand befindliche Kernwaffen auf eine mögliche Modifikation hin zu untersuchen. Das Lawrence Livermore National Laboratory untersuchte die nukleare Freifallbombe B-83, während das Los Alamos National Laboratory dieses bei der B-61 tat. 
2005 hat die National Nuclear Security Administration das Projekt zugunsten konventioneller Waffen (Massive Ordnance Penetrator) gestoppt.